# Rick Mirer
Richard „Rick“ Franklin Mirer (* 19. März 1970 in Goshen, Indiana) ist ein ehemaliger US-amerikanischer American-Football-Spieler auf der Position des Quarterbacks.

## College
Mirer spielte von 1989 bis 1992 College Football für die Notre Dame Fighting Irish. In dieser Zeit warf er die meisten Touchdownpässe (41) in der Geschichte des Colleges. Das waren mehr, als der dreifache Super Bowl MVP Joe Montana mit den Fighting Irish schaffte. Erst 1996 wurde dieser Rekord von Ron Powlus mit 43 Touchdowns gebrochen.
In seiner Collegezeit, unter Head Coach Lou Holtz, gewannen die Fighting Irish drei von vier Bowlspielen. In den nationalen Rankings der Associated Press (AP) lagen sie von 1989 bis 1992 auf den Plätzen 2, 6, 13, und 4.

## NFL

### Seattle Seahawks
Zur Saison 1993 wechselte Mirer in die National Football League (NFL). Er wurde im NFL Draft als zweiter Spieler, hinter Drew Bledsoe (ging zu den New England Patriots), von den Seattle Seahawks ausgewählt. Er spielte in seiner ersten Saison in allen 16 Spielen, wovon die Seahawks 6 gewannen, und wurde zum AFC Rookie des Jahres 1993 gewählt. Mirer war erst der dritte Rookiequarterback seit der Fusion der American Football League (AFL) mit der NFL 1970, der alle Spiele von Beginn an spielte. Er konnte Rekorde bei geworfenen Touchdowns und Raumgewinn aufstellen. In diesem Jahr warf er Pässe für 2.833 Yards, 12 Touchdowns und 17 Interceptions.
Im zweiten Jahr konnte Rick Mirer seine Leistungen in der NFL nochmal leicht verbessern, ehe diese in der Saison 1995 deutlich nachließen. In der Saison 1996 spielte er nur noch in elf Spielen. In dieser Zeit konnte er mit den Seahawks nie mehr als acht Spiele gewinnen. Vor der Saison 1997 wurde Mirer mit einem Viertrundenpick für einen Erstrundenpick an die Chicago Bears abgegeben. Mit diesem Pick wählten die Seahawks – nach einem weiteren Tausch – Cornerback Shawn Springs aus.

### Weitere Stationen
Im Februar 1997 unterzeichnete er einen Dreijahresvertrag über 10 Millionen US-Dollar. Für die Bears warf Mirer nicht einen Touchdownpass und verlor alle drei Spiele, in denen er von Beginn an spielte. Am 30. August 1997 wurde er deshalb von den Bears entlassen.
Drei Tage nach seiner Entlassung bei den Bears verpflichteten ihn die Green Bay Packers, wo er als Backupspieler für Brett Favre dienen sollte.
Ohne einen Einsatz bei den Packers ging er zur Saison 1999 zu den New York Jets, bevor er zur Saison 2000 zu den San Francisco 49ers wechselte. Nachdem er am 4. September 2001 entlassen wurde, kehrte er Ende Oktober 2001 zu den 49ers zurück, nachdem sich deren Quarterback Jeff Garcia verletzte.
Am 23. März 2002 verpflichteten die Oakland Raiders Mirer als dritten Quarterback. Am 19. März 2003 wurde sein Vertrag um ein Jahr verlängert. In der Saison 2003 durfte Rick Mirer aufgrund von Verletzungen des Starting-Quarterbacks Rich Gannon und seines Backups Marques Tuiasosopo wieder von Beginn an auflaufen. Von acht Spielen konnten er und die Raiders jedoch nur zwei gewinnen.
Am 5. April 2004 holte ihn der ehemalige Head Coach der 49ers, Steve Mariucci, als zweiten Backup zu den Detroit Lions, seinem siebten Profiteam. Nach dieser Saison gab er seinen Rücktritt vom Profisport bekannt.

## Nach der NFL
Nach seiner Footballkarriere kümmerte sich Rick Mirer um die "Mirer Family Foundation" – eine Stiftung zur Unterstützung Jugendlicher – und betreibt seit 2008 ein eigenes Weingut. Im Mai 2008 wurde Rick Mirer – wie bereits sein Vater Ken 14 Jahre zuvor – in die Indiana Football Hall of Fame aufgenommen. Er lebt mit seiner Frau und seien drei Söhnen in Südkalifornien.